# Campionato europeo rallycross 2023
La stagione 2022 del campionato europeo rallycross è stata la quarantottesima edizione della serie continentale gestita dalla FIA; è iniziata il 29 aprile sul circuito di Nyirád a Nyirád, in Ungheria, e si è conclusa il 20 agosto sul tracciato dell'Estering a Buxtehude, in Germania.

## Riepilogo
Il campionato era costituito da sei eventi disputatisi in altrettante differenti nazioni, tutti da svolgersi in concomitanza con gli appuntamenti dal campionato del mondo. Il massimo circuito continentale del rallycross, come nella precedente stagione, vide la presenza della classe regina RX1 e della serie cadetta RX3 e, a partire da questa edizione, in esso venne inglobata anche la categoria RX2e, ovvero il monomarca di secondo livello riguardante soltanto vetture a propulsione elettrica.
Il titolo continentale nella categoria RX1 venne conquistato dallo svedese Anton Marklund al volante di una Ford Fiesta, il quale nell'ultima gara tenutasi in Germania sollevò il suo quarto alloro europeo in carriera, il secondo consecutivo. Anche nella classe RX3 il campionato venne vinto nell'appuntamento tedesco, e fu il polacco Damian Litwinowicz ad aggiudicarsi il trofeo cadetto alla guida di una Audi A1. Nella serie RX2e, ugualmente decisasi in Germania, trionfò invece lo svedese Nils Andersson.

## Calendario
Il campionato, la cui struttura base era stata confermata a inizio gennaio del 2023 e poi resa definitiva a fine marzo con lo spostamento di alcuni appuntamenti, è costituito da sette eventi da disputarsi in altrettanti differenti nazioni, di cui sei validi per la categoria RX1 e cinque per le serie RX3 e RX2e.
| Calendario definitivo | Calendario definitivo | Calendario definitivo                  | Calendario definitivo         | Calendario definitivo              | Calendario definitivo |
| Gara                  | Data                  | Evento                                 | Circuito                      | Località                           | Categorie             |
| --------------------- | --------------------- | -------------------------------------- | ----------------------------- | ---------------------------------- | --------------------- |
| 1                     | 29–30 aprile          | Euro RX of Hungary                     | Nyirád Racing Center          | Nyirád, provincia di Veszprém      | RX1 RX3               |
| 2                     | 3–4 giugno            | Euro RX of Portugal                    | Pista Automóvel de Montalegre | Montalegre, Região Norte           | RX1 RX3               |
| 3                     | 17–18 giugno          | Euro RX of Norway                      | Lånkebanen                    | Hell, Stjørdal, Trøndelag          | RX1 RX3 RX2e          |
| 4                     | 1º–2 luglio           | Euro RX of Sweden                      | Höljesbanan                   | Höljes, Torsby, contea di Värmland | RX1 RX3 RX2e          |
| 5                     | 22–23 luglio          | Cooper Tires Euro RX of United Kingdom | Circuito di Lydden Hill       | Wootton, Kent, Inghilterra         | RX2e                  |
| 6                     | 5–6 agosto            | Euro RX of Benelux                     | Circuit Jules Tacheny Mettet  | Mettet, provincia di Namur         | RX1 RX2e              |
| 7                     | 19–20 agosto          | Euro RX of Germany                     | Estering                      | Buxtehude, Bassa Sassonia          | RX1 RX3 RX2e          |

## Cambiamenti rispetto alla stagione 2022

### Cambiamenti nel calendario
- Il rallycross di Lettonia, gara che aveva rappresentato il giro di boa della stagione 2022, non venne inserito nel programma 2023, venendo sostituito dal Rallycross di Gran Bretagna, assente nel calendario europeo dall'edizione del 2019, da disputarsi nello storico circuito di Lydden Hill e soltanto nella categoria RX2e; tutti gli altri sei appuntamenti vennero invece confermati sebbene da tenersi in date e con un ordine differente eccetto il rallycross d'Ungheria e quello di Germania che vennero confermati rispettivamente in apertura e chiusura di stagione.
- Il Rallycross del Benelux non si terrà più nel circuito di Spa-Francorchamps ma verrà ospitato dal Circuit Jules Tacheny Mettet, sede di una gara del campionato mondiale (il Rallycross del Belgio) dal 2014 al 2018, e pertanto al debutto nella serie continentale.
- Il Rallycross di Germania abbandonerà invece il Nürburgring e l'appuntamento tedesco tornerà a disputarsi all'Estering, storico tracciato nel quale si è gareggiato annualmente in una gara europea dal 1973 al 2018.

### Cambiamenti nel regolamento sportivo
Rispetto alla precedente stagione nel 2023 vennero apportate sostanziali modifiche nel regolamento sportivo, di seguito le principali:
- Venne riproposto un formato di gara più tradizionale e di fatto simile a quello in vigore sino all'annata 2021[7][8]:
  - Il week-end di gara era sempre costituito della fase di qualificazione, cui seguiranno le semifinali e la finale, mentre vennero eliminate le progression races; ogni gara continuava invece a disputarsi sulla distanza dei 5 giri.
  - La fase di qualificazione si componeva di quattro batterie e non più tre come nel 2022, ove il risultato della prima determinava la griglia di partenza della seconda (non vigeva più la possibilità da parte di un concorrente di scegliere la posizione nella batteria successiva); al termine della fase si stilava come di consueto il Ranking e si assegnavano rispettivamente 3, 2 e 1 punti mondiali ai primi tre classificati nello stesso.
  - Le semifinali e la finale si disputavano con sei vetture e non più cinque come nel 2022.
  - Al termine della finale, così come avveniva nel 2022, venivano assegnati punti validi per il campionato ai primi quindici classificati nel seguente modo: 20-16-13-12-11-10-9-8-7-6-5-4-3-2-1, di cui i primi sei determinati dalla finale, seguiti da coloro eliminati nelle semifinali, per le quali a parità di posizione raggiunta prevaleva il piazzamento detenuto nel Ranking di qualificazione; le rimanenti tre posizioni venivano assegnate scorrendo il Ranking.

- Venne inoltre inglobata nel campionato europeo anche la serie RX2e ovvero la categoria cadetta che impiega vetture a propulsione elettrica.[1]

## Squadre e piloti

### Classe RX1
| Costruttore | Vettura             | Squadra                         | Pneumatici | Nº  | Pilota             | Gare        |
| ----------- | ------------------- | ------------------------------- | ---------- | --- | ------------------ | ----------- |
| Audi        | Audi A1             | Karai Motorsport Sportegyesület | C          | 39  | Zoltán Koncseg     | 1–4, 6–7    |
| Audi        | Audi S1             | Karai Motorsport Sportegyesület | C          | 73  | Támas Kárai        | 1–4, 6–7    |
| Audi        | Audi S1             | Enzo Ide                        | C          | 91  | Enzo Ide           | 1–4, 6–7    |
| Audi        | Audi S1             | Andreas Bakkerud                | C          | 13  | Andreas Bakkerud   | 1           |
| Audi        | Audi S1             | JC Raceteknik                   | C          | 13  | Andreas Bakkerud   | 4           |
| Audi        | Audi S1             | JC Raceteknik                   | C          | 57  | Mats Öhman         | 4           |
| Audi        | Audi S1             | JC Raceteknik                   | C          | 444 | Robin Larsson      | 4           |
| Audi        | Audi S1             | Volland Racing                  | C          | 95  | Yury Belevskiy     | 6           |
| Ford        | Ford Fiesta MK6     | SET Promotion                   | C          | 1   | Anton Marklund     | 1–4, 6–7    |
| Ford        | Ford Fiesta MK6     | Ulrik Linnemann                 | C          | 33  | Ulrik Linnemann    | 1           |
| Ford        | Ford Fiesta MK6     | Nyírad Motorsport KFT           | C          | 50  | Attila Mózer       | 1–4, 6–7    |
| Ford        | Ford Fiesta MK6     | Nyírad Motorsport KFT           | C          | 51  | Márk Mózer         | 1, 4        |
| Ford        | Ford Fiesta MK6     | TSK Baltijos Sportas            | C          | 55  | Paulius Pleskovas  | 1           |
| Ford        | Ford Fiesta MK6     | Werner Gurschler                | C          | 80  | Werner Gurschler   | 7           |
| Ford        | Ford Fiesta MK7     | Frank Valle                     | C          | 67  | Frank Valle        | 3–4         |
| Ford        | Ford Fiesta MK7     | Sverre Isachsen                 | C          | 70  | Sverre Isachsen    | 3           |
| Ford        | Ford Fiesta MK7     | Linus Östlund                   | C          | 18  | Linus Östlund      | 4           |
| Hyundai     | Hyundai i20 (PB)    | Hans Jøran Østreng              | C          | 85  | Hans Jøran Østreng | 1, 3–4, 6–7 |
| Hyundai     | Hyundai i20 (GB)    | Anders Michalak                 | C          | 12  | Anders Michalak    | 4           |
| Hyundai     | Hyundai i20 (GB)    | Mikko Ikonen                    | C          | 10  | Mikko Ikonen       | 6–7         |
| Hyundai     | Hyundai i20 (GB)    | Peter Hedström                  | C          | 8   | Peter Hedström     | 7           |
| Peugeot     | Peugeot 208         | RX Team Latvia                  | C          | 6   | Jānis Baumanis     | 1–4, 6–7    |
| Peugeot     | Peugeot 208         | Patrick O'Donovan               | C          | 7   | Patrick O'Donovan  | 1–4, 6–7    |
| Peugeot     | Peugeot 208         | Korda Racing KFT                | C          | 22  | Máté Benyó         | 1–4, 6–7    |
| Peugeot     | Peugeot 208         | Speedbox Racing Team KFT        | C          | 27  | László Kiss        | 1           |
| Peugeot     | Peugeot 208         | Anthony Pelfrene                | C          | 88  | Anthony Pelfrene   | 2           |
| Peugeot     | Peugeot 208         | José Oliveira                   | C          | 110 | José Oliveira      | 2           |
| Peugeot     | Peugeot 208         | Nicolas Briand                  | C          | 99  | Nicolas Briand     | 4           |
| Proton      | Proton Iriz         | Oliver O'Donovan                | C          | 2   | Oliver O'Donovan   | 1           |
| Proton      | Proton Iriz         | Stephen Hill                    | C          | 4   | Stephen Hill       | 2           |
| Renault     | Renault Clio        | Pascal Lambec                   | C          | 19  | Pascal Lambec      | 4           |
| SEAT        | SEAT Ibiza          | ALL-INKL.COM Münnich Motorsport | C          | 38  | Mandie August      | 1–4, 6–7    |
| SEAT        | SEAT Ibiza          | ALL-INKL.COM Münnich Motorsport | C          | 77  | René Münnich       | 1–4, 6–7    |
| Škoda       | Škoda Fabia         | TSK Baltijos Sportas            | C          | 55  | Paulius Pleskovas  | 2–4, 6–7    |
| Volkswagen  | Volkswagen Polo     | KRTZ Motorsport ACCR Czech Team | C          | 11  | Aleš Fučik         | 1, 7        |
| Volkswagen  | Volkswagen Polo     | Sivert Svardal                  | C          | 24  | Sivert Svardal     | 1–4, 6–7    |
| Volkswagen  | Volkswagen Polo     | Ulrik Linnemann                 | C          | 33  | Ulrik Linnemann    | 2–4, 6–7    |
| Volkswagen  | Volkswagen Scirocco | Sætnan Motorsport               | C          | 30  | Tom Andrè Sætnan   | 3–4         |
| Fonti:      |                     |                                 |            |     |                    |             |

Legenda: 
Nº = Numero di gara.

### Classe RX2e
| Costruttore      | Vettura   | Squadra                            | Pneumatici | Nº | Pilota                    | Gare |
| ---------------- | --------- | ---------------------------------- | ---------- | -- | ------------------------- | ---- |
| Olsbergs MSE/QEV | ZEROID X1 | #YELLOWSQUAD                       | C          | 2  | Catherine Munnings        | 3–5  |
| Olsbergs MSE/QEV | ZEROID X1 | #YELLOWSQUAD                       | C          | 82 | Isak Sjökvist             | 3–7  |
| Olsbergs MSE/QEV | ZEROID X1 | #YELLOWSQUAD                       | C          | 55 | Molly Taylor              | 6–7  |
| Olsbergs MSE/QEV | ZEROID X1 | Zeroid Motorsport                  | C          | 5  | Pablo Suárez              | 3–7  |
| Olsbergs MSE/QEV | ZEROID X1 | Zeroid Motorsport                  | C          | 28 | Filip Thorén              | 3–7  |
| Olsbergs MSE/QEV | ZEROID X1 | Zeroid Motorsport                  | C          | 97 | Cristina Gutierrez        | 3–4  |
| Olsbergs MSE/QEV | ZEROID X1 | Ugis Vitols                        | C          | 26 | Roberts Vitols            | 5    |
| Olsbergs MSE/QEV | ZEROID X1 | VMV Racing                         | C          | 13 | Viktor Vranckx            | 3–5  |
| Olsbergs MSE/QEV | ZEROID X1 | Kristoffersson Motorsport          | C          | 14 | Nils Andersson            | 3–7  |
| Olsbergs MSE/QEV | ZEROID X1 | Kristoffersson Motorsport          | C          | 19 | Mikaela Ahlin-Kottulinsky | 3–7  |
| Olsbergs MSE/QEV | ZEROID X1 | Kristoffersson Motorsport          | C          | 3  | Johan Kristoffersson      | 6    |
| Olsbergs MSE/QEV | ZEROID X1 | Kristoffersson Motorsport          | C          | 96 | Ole Christian Veiby       | 6    |
| Olsbergs MSE/QEV | ZEROID X1 | Acciona Sainz XE Team              | C          | 44 | Laia Sanz Pla-Giribert    | 3    |
| Olsbergs MSE/QEV | ZEROID X1 | Ole Henry Steinsholt               | C          | 88 | Ole Henry Steinsholt      | 3–7  |
| Olsbergs MSE/QEV | ZEROID X1 | Set Promotion                      | C          | 27 | Marko Muru                | 4, 6 |
| Olsbergs MSE/QEV | ZEROID X1 | Set Promotion                      | C          | 87 | Tommi Hallman             | 5, 7 |
| Olsbergs MSE/QEV | ZEROID X1 | Hansen World RX Team               | C          | 21 | Timmy Hansen              | 6    |
| Olsbergs MSE/QEV | ZEROID X1 | Hansen World RX Team               | C          | 71 | Kevin Hansen              | 6    |
| Olsbergs MSE/QEV | ZEROID X1 | RuiSi Racing                       | C          | 11 | Yan Zhang                 | 7    |
| Olsbergs MSE/QEV | ZEROID X1 | Construction Equipment Dealer Team | C          | 12 | Klara Andersson           | 7    |
| Olsbergs MSE/QEV | ZEROID X1 | Construction Equipment Dealer Team | C          | 68 | Niclas Grönholm           | 7    |
| Fonti:           |           |                                    |            |    |                           |      |

Legenda: 
Nº = Numero di gara.

### Classe RX3
| Costruttore | Vettura         | Squadra                  | Pneumatici | Nº  | Pilota             | Gare      |
| ----------- | --------------- | ------------------------ | ---------- | --- | ------------------ | --------- |
| Audi        | Audi A1         | Volland Racing KFT       | C          | 6   | Damian Litwinowicz | 1–4, 7    |
| Audi        | Audi A1         | Volland Racing KFT       | C          | 8   | Espen Isaksætre    | 1–4, 7    |
| Audi        | Audi A1         | Volland Racing KFT       | C          | 30  | Nils Volland       | 1–4, 7    |
| Audi        | Audi A1         | Volland Racing KFT       | C          | 99  | João Ribeiro       | 1–2, 4, 7 |
| Audi        | Audi A1         | Speedy Motorsport        | C          | 18  | Zsolt Szíjj Jolly  | 1–2       |
| Audi        | Audi A1         | André Sousa              | C          | 104 | André Sousa        | 2         |
| Audi        | Audi A1         | Joaquim Machado          | C          | 146 | Joaquim Machado    | 2         |
| Citroën     | Citroën C2      | Jorge Machado            | C          | 103 | Jorge Machado      | 2         |
| Ford        | Ford Fiesta     | Rogerio Sousa            | C          | 105 | Rogerio Sousa      | 2         |
| Peugeot     | Peugeot 208     | Tiago Ferreira           | C          | 121 | Tiago Ferreira     | 2         |
| Peugeot     | Peugeot 208     | Antonio Sousa            | C          | 129 | Antonio Sousa      | 2         |
| Renault     | Renault Clio    | David Bouet              | C          | 14  | David Bouet        | 1–2, 7    |
| Renault     | Renault Clio    | Dylan Dufas              | C          | 9   | Dylan Dufas        | 7         |
| Renault     | Renault Twingo  | Sergio Dias              | C          | 149 | Sergio Dias        | 2         |
| Renault     | Renault Twingo  | RS Racing Team           | C          | 20  | Siim Saluri        | 3–4, 7    |
| Škoda       | Škoda Citigo    | PAJR s.r.o               | C          | 11  | Jan Černý          | 1         |
| Škoda       | Škoda Fabia II  | Jens Hvaal               | C          | 12  | Jens Hvaal         | 1–4, 7    |
| Škoda       | Škoda Fabia II  | Zalaegerszegi Ase        | C          | 112 | Róbert Répási      | 1         |
| Škoda       | Škoda Fabia II  | Leonel Sampaio           | C          | 147 | Leonel Sampaio     | 2         |
| Škoda       | Škoda Fabia II  | ADAC Team Weser-Ems eV   | C          | 86  | Lukas Ney          | 4, 7      |
| Škoda       | Škoda Fabia III | KRTZ Motorsport          | C          | 58  | Dominik Senegacnik | 1–4, 7    |
| Škoda       | Škoda Fabia III | Jihočeský Autoklub V AČR | C          | 96  | Marcel Suchý       | 1, 7      |
| Škoda       | Škoda Fabia III | Martin Kjær              | C          | 33  | Martin Kjær        | 2–4, 7    |
| Škoda       | Škoda Fabia III | Motorsport Siauliai      | C          | 21  | Audrius Kragas     | 4         |
| Suzuki      | Suzuki Swift    | EAK M-Sport KFT          | C          | 55  | Ferenc Ficza       | 1         |
| Volkswagen  | Volkswagen Polo | Szada Ring Racing KFT    | C          | 131 | Balázs Körmöczi    | 1–4, 7    |
| Fonti:      |                 |                          |            |     |                    |           |

Legenda: 
Nº = Numero di gara.

## Risultati e statistiche
| Gara | Nome gara                                             | Vincitori | Vincitori | Vincitori            | Vincitori                        | Vincitori    | Vincitori    | Statistiche  |
| Gara | Nome gara                                             | Categoria | Nº        | Pilota               | Squadra e vettura                | Tempo finale | Punti totali | Partecipanti |
| ---- | ----------------------------------------------------- | --------- | --------- | -------------------- | -------------------------------- | ------------ | ------------ | ------------ |
| 1    | Euro RX of Hungary (29–30 aprile)                     | RX1       | 6         | Jānis Baumanis       | RX Team Latvia (Peugeot 208)     | 3'47"503     | 20+3         | 19           |
| 1    | Euro RX of Hungary (29–30 aprile)                     | RX3       | 6         | Damian Litwinowicz   | Volland Racing KFT (Audi A1)     | 3'59"803     | 20+2         | 13           |
|      |                                                       |           |           |                      |                                  |              |              |              |
| 2    | Euro RX of Portugal (3–4 giugno) — Resoconto          | RX1       | 91        | Enzo Ide             | privato (Audi S1)                | 3'31"262     | 20+3         | 16           |
| 2    | Euro RX of Portugal (3–4 giugno) — Resoconto          | RX3       | 6         | Damian Litwinowicz   | Volland Racing KFT (Audi A1)     | 3'47"527     | 20+3         | 18           |
|      |                                                       |           |           |                      |                                  |              |              |              |
| 3    | Euro RX of Norway (17–18 giugno) — Resoconto          | RX1       | 24        | Sivert Svardal       | privato (Volkswagen Polo)        | 3'27"605     | 20+0         | 15           |
| 3    | Euro RX of Norway (17–18 giugno) — Resoconto          | RX2e      | 82        | Isak Sjökvist        | #YELLOWSQUAD (RX2e)              | 3'28"895     | 20+3         | 10           |
| 3    | Euro RX of Norway (17–18 giugno) — Resoconto          | RX3       | 30        | Nils Volland         | Volland Racing KFT (Audi A1)     | 3'36"118     | 20+3         | 9            |
|      |                                                       |           |           |                      |                                  |              |              |              |
| 4    | Euro RX of Sweden (1º–2 luglio) — Resoconto           | RX1       | 7         | Patrick O'Donovan    | privato (Peugeot 208)            | 4'30"201     | 20+0         | 24           |
| 4    | Euro RX of Sweden (1º–2 luglio) — Resoconto           | RX2e      | 88        | Ole Henry Steinsholt | Ole Henry Steinsholt (RX2e)      | 4'34"861     | 20+1         | 10           |
| 4    | Euro RX of Sweden (1º–2 luglio) — Resoconto           | RX3       | 8         | Espen Isaksætre      | Volland Racing KFT (Audi A1)     | 4'44"535     | 20+3         | 12           |
|      |                                                       |           |           |                      |                                  |              |              |              |
| 5    | Cooper Tires Euro RX of United Kingdom (22–23 luglio) | RX2e      | 87        | Tommi Hallman        | Set Promotion (RX2e)             | 3'51"917     | 20+3         | 10           |
|      |                                                       |           |           |                      |                                  |              |              |              |
| 6    | Euro RX of Benelux (5–6 agosto)                       | RX1       | 1         | Anton Marklund       | SET Promotion (Ford Fiesta)      | 3'37"035     | 20+3         | 16           |
| 6    | Euro RX of Benelux (5–6 agosto)                       | RX2e      | 3         | Johan Kristoffersson | Kristoffersson Motorsport (RX2e) | 3'51"755     | 0            | 12           |
|      |                                                       |           |           |                      |                                  |              |              |              |
| 7    | Euro RX of Germany (19–20 agosto)                     | RX1       | 6         | Jānis Baumanis       | RX Team Latvia (Peugeot 208)     | 3'06"159     | 20+2         | 18           |
| 7    | Euro RX of Germany (19–20 agosto)                     | RX2e      | 87        | Tommi Hallman        | Set Promotion (RX2e)             | 3'09"779     | 20+3         | 11           |
| 7    | Euro RX of Germany (19–20 agosto)                     | RX3       | 9         | Dylan Dufas          | privato (Renault Clio)           | 3'30"293     | 20+0         | 13           |

Legenda: 
Nº = Numero di gara.

## Classifiche

### Punteggio
|                              | Posizione | Posizione | Posizione | Posizione | Posizione | Posizione | Posizione | Posizione | Posizione | Posizione | Posizione | Posizione | Posizione | Posizione | Posizione | Posizione |
| Turno                        | 1º        | 2º        | 3º        | 4º        | 5º        | 6º        | 7º        | 8º        | 9º        | 10º       | 11º       | 12º       | 13º       | 14º       | 15º       |           |
| ---------------------------- | --------- | --------- | --------- | --------- | --------- | --------- | --------- | --------- | --------- | --------- | --------- | --------- | --------- | --------- | --------- | --------- |
| Ranking delle qualificazioni | 3         | 2         | 1         |           |           |           |           |           |           |           |           |           |           |           |           |           |
| Posizione dopo la finale     | 20        | 16        | 13        | 12        | 11        | 10        | 9         | 8         | 7         | 6         | 5         | 4         | 3         | 2         | 1         |           |

### Classifica piloti RX1
| Pos. | Pilota             | UNG | POR | NOR | SVE | BEN | GER | Pen. | Punti |
| ---- | ------------------ | --- | --- | --- | --- | --- | --- | ---- | ----- |
| 1    | Anton Marklund     | 2   | 6   | 2   | 4   | 1   | 11  |      | 92    |
| 2    | Jānis Baumanis     | 1   | 3   | 9   | 5   | 7   | 1   |      | 86    |
| 3    | Patrick O'Donovan  | 3   | 5   | 5   | 1   | 8   | 2   | -5   | 76    |
| 4    | Enzo Ide           | 4   | 1   | 6   | 8   | 9   | 3   |      | 76    |
| 5    | Tamás Kárai        | 11  | 4   | 3   | 11  | 3   | 5   |      | 59    |
| 6    | René Münnich       | 7   | 2   | 7   | 12  | 13  | 4   |      | 53    |
| 7    | Sivert Svardal     | 17  | 13  | 1   | 6   | 6   | 9   |      | 51    |
| 8    | Ulrik Linnemann    | 10  | 12  |     | 3   | 2   | 13  |      | 42    |
| 9    | Máté Benyó         | 5   | 7   | 11  | 14  | 10  | 14  |      | 36    |
| 10   | Hans Jøran Østreng | 12  |     | 12  | 15  | 5   | 7   |      | 29    |
| 11   | Zoltán Koncseg     | 18  | 9   | 8   | 21  | 4   | 15  |      | 28    |
| 12   | Attila Mózer       | 13  | 8   | 14  | 20  | 15  | 8   |      | 22    |
| 13   | Andreas Bakkerud   | 6   |     |     | 7   |     |     |      | 20    |
| 14   | Robin Larsson      |     |     |     | 2   |     |     |      | 19    |
| 15   | Mandie August      | 16  | 14  | 4   | 16  | 16  | 17  |      | 14    |
| 16   | Aleš Fučik         | 9   |     |     |     |     | 10  |      | 13    |
| 17   | Peter Hedström     |     |     |     |     |     | 6   |      | 11    |
| 18   | László Kiss        | 8   |     |     |     |     |     |      | 8     |
| 19   | Mikko Ikonen       |     |     |     |     | 12  | 12  |      | 8     |
| 20   | Linus Östlund      |     |     |     | 9   |     |     |      | 7     |
| 21   | Paulius Pleskovas  | 19  | 11  |     | 19  | 14  | 16  |      | 7     |
| 22   | Yury Belevskiy     |     |     |     |     | 11  |     |      | 7     |
| 23   | Anthony Pelfrene   |     | 6   |     |     |     |     |      | 6     |
| 24   | Sverre Isachsen    |     |     | 6   |     |     |     |      | 6     |
| 25   | Mats Öhman         |     |     |     | 6   |     |     |      | 6     |
| 26   | Frank Valle        |     |     | 13  | 18  |     |     |      | 3     |
| 27   | Anders Michalak    |     |     |     | 13  |     |     |      | 3     |
| 28   | Márk Mózer         | 14  |     |     | 17  |     |     |      | 2     |
| 29   | Tom André Sætnan   |     |     | 15  | 21  |     |     |      | 1     |
| 30   | José Oliveira      |     | 15  |     |     |     |     |      | 1     |
| 31   | Oliver O'Donovan   | 15  |     |     |     |     |     |      | 1     |
| 32   | Stephen Hill       |     | 16  |     |     |     |     |      | 0     |
| 33   | Werner Gurschler   |     |     |     |     |     | 18  |      | 0     |
| 34   | Nicolas Briand     |     |     |     | 23  |     |     |      | 0     |
| 35   | Pascal Lambec      |     |     |     | 24  |     |     |      | 0     |
| Pos. | Pilota             | UNG | POR | NOR | SVE | BEN | GER | Pen. | Punti |

| Colore  | Risultato                |
| ------- | ------------------------ |
| Oro     | Vincitore                |
| Argento | 2º posto                 |
| Bronzo  | 3º posto                 |
| Verde   | Finito a punti           |
| Blu     | Finito senza punti       |
| Blu     | Non classificato (NC)    |
| Viola   | Ritirato (Rit)           |
| Nero    | Squalificato (SQ)        |
| Nero    | Escluso (ES)             |
| Bianco  | Non ha gareggiato        |
| Bianco  | Iscrizione ritirata (WD) |
| Bianco  | Non partito (NP)         |
| Bianco  | Gara cancellata (C)      |

Penalità:
- Patrick O'Donovan: nel rallycross di Svezia gli vennero dedotti 5 punti dalla classifica di campionato in quanto destinatario di due richiami ufficiali consecutivi (reprimend) da parte dei commissari[35].

### Classifica piloti RX2e
| Pos. | Pilota                    | NOR | SVE | GBR | BEN | GER | Pen. | Punti |
| ---- | ------------------------- | --- | --- | --- | --- | --- | ---- | ----- |
| 1    | Nils Andersson            | 2   | 5   | 5   | 4   | 2   |      | 76    |
| 2    | Isak Sjökvist             | 1   | 3   | 9   | 8   | 3   |      | 69    |
| 3    | Mikaela Ahlin-Kottulinsky | 3   | 4   | 7   | 2   | 9   |      | 66    |
| 4    | Pablo Suárez              | 4   | 8   | 4   | 11  | 7   |      | 52    |
| 5    | Ole Henry Steinsholt      | 10  | 1   | 3   | 5   | 10  | -10  | 50    |
| 6    | Filip Thorén              | 6   | 6   | 8   | 10  | 6   |      | 50    |
| 7    | Tommi Hallman             |     |     | 1   |     | 1   |      | 46    |
| 8    | Viktor Vranckx            | 9   | 2   | 2   |     |     |      | 44    |
| 9    | Marko Muru                |     | 7   |     | 3   |     |      | 26    |
| 10   | Catherine Munnings        | 7   | 9   | 10  |     |     |      | 22    |
| 11   | Molly Taylor              |     |     |     | 12  | 8   |      | 18    |
| 12   | Cristina Gutierrez        | 5   | 10  |     |     |     |      | 17    |
| 13   | Roberts Vitols            |     |     | 6   |     |     |      | 10    |
| 14   | Laia Sanz Pla-Giribert    | 8   |     |     |     |     |      | 8     |
| 15   | Yan Zhang                 |     |     |     |     | 11  |      | 7     |
| -    | Johan Kristoffersson      |     |     |     | 1   |     |      | 0     |
| -    | Timmy Hansen              |     |     |     | 6   |     |      | 0     |
| -    | Kevin Hansen              |     |     |     | 7   |     |      | 0     |
| -    | Ole Christian Veiby       |     |     |     | 9   |     |      | 0     |
| -    | Niclas Grönholm           |     |     |     |     | 4   |      | 0     |
| -    | Klara Andersson           |     |     |     |     | 5   |      | 0     |
| Pos. | Pilota                    | NOR | SVE | GBR | BEN | GER | Pen. | Punti |

| Colore  | Risultato                |
| ------- | ------------------------ |
| Oro     | Vincitore                |
| Argento | 2º posto                 |
| Bronzo  | 3º posto                 |
| Verde   | Finito a punti           |
| Blu     | Finito senza punti       |
| Blu     | Non classificato (NC)    |
| Viola   | Ritirato (Rit)           |
| Nero    | Squalificato (SQ)        |
| Nero    | Escluso (ES)             |
| Bianco  | Non ha gareggiato        |
| Bianco  | Iscrizione ritirata (WD) |
| Bianco  | Non partito (NP)         |
| Bianco  | Gara cancellata (C)      |

Penalità:
- Ole Henry Steinsholt: nel rallycross di Norvegia gli vennero dedotti 10 punti dalla classifica di campionato, di cui 5 in quanto destinatario di due richiami ufficiali consecutivi (reprimend) da parte dei commissari e 5 per aver svolto dei test privati non consentiti dal regolamento circa un mese prima dell'evento.[33][44]

### Classifica piloti RX3
| Pos. | Pilota             | UNG | POR | NOR | SVE | GER | Pen. | Punti |
| ---- | ------------------ | --- | --- | --- | --- | --- | ---- | ----- |
| 1    | Damian Litwinowicz | 1   | 1   | 2   | 2   | 4   |      | 91    |
| 2    | Espen Isaksætre    | 2   | 2   | 3   | 1   | 5   |      | 87    |
| 3    | Nils Volland       | 9   | 3   | 1   | 5   | 3   | -5   | 65    |
| 4    | Jens Hvaal         | 4   | 7   | 4   | 3   | SQ  |      | 46    |
| 5    | Martin Kjær        |     | 4   | 5   | 6   | 6   |      | 43    |
| 6    | João Ribeiro       | 12  | 5   |     | 4   | 9   |      | 39    |
| 7    | Balázs Körmöczi    | 3   | 15  | 7   | 9   | 12  |      | 34    |
| 8    | Dominik Senegacnik | 8   | 9   | 9   | 11  | 8   | -5   | 30    |
| 9    | Zsolt Szíjj Jolly  | 7   | 16  | 8   | 8   |     |      | 25    |
| 10   | Siim Saluri        |     |     | 6   | 12  | 7   |      | 23    |
| 11   | David Bouet        | 11  | 17  |     |     | 2   |      | 21    |
| 12   | Dylan Dufas        |     |     |     |     | 1   |      | 20    |
| 13   | Jan Černý          | 5   |     |     |     |     |      | 12    |
| 14   | Lukas Ney          |     |     |     | 10  | 10  |      | 12    |
| 15   | Marcel Suchý       | 10  |     |     |     | 11  |      | 11    |
| 16   | Jorge Machado      |     | 6   |     |     |     |      | 10    |
| 17   | Ferenc Ficza       | 6   |     |     |     |     |      | 10    |
| 18   | Audrius Kragas     |     |     |     | 7   |     |      | 9     |
| 19   | Joaquim Machado    |     | 8   |     |     |     |      | 8     |
| 20   | Rogerio Sousa      |     | 10  |     |     |     |      | 6     |
| 21   | Leonel Sampaio     |     | 11  |     |     |     |      | 5     |
| 22   | Tiago Ferreira     |     | 12  |     |     |     |      | 4     |
| 23   | Róbert Répási      | 13  |     |     |     |     |      | 3     |
| 24   | André Sousa        |     | 13  |     |     |     |      | 3     |
| 25   | Sergio Dias        |     | 14  |     |     |     |      | 2     |
| 26   | Antonio Sousa      |     | 17  |     |     |     |      | 0     |
| Pos. | Pilota             | UNG | POR | NOR | SVE | GER | Pen. | Punti |

| Colore  | Risultato                |
| ------- | ------------------------ |
| Oro     | Vincitore                |
| Argento | 2º posto                 |
| Bronzo  | 3º posto                 |
| Verde   | Finito a punti           |
| Blu     | Finito senza punti       |
| Blu     | Non classificato (NC)    |
| Viola   | Ritirato (Rit)           |
| Nero    | Squalificato (SQ)        |
| Nero    | Escluso (ES)             |
| Bianco  | Non ha gareggiato        |
| Bianco  | Iscrizione ritirata (WD) |
| Bianco  | Non partito (NP)         |
| Bianco  | Gara cancellata (C)      |

Penalità:
- Nils Volland: Nel rallycross di Germania gli vennero dedotti 5 punti dalla classifica di campionato in quanto destinatario di due richiami ufficiali consecutivi (reprimend) da parte dei commissari.[43]
- Dominik Senegacnik: Nel rallycross di Norvegia gli vennero dedotti 5 punti dalla classifica di campionato in quanto destinatario di due richiami ufficiali consecutivi (reprimend) da parte dei commissari.[34]